# Abdelkader Azil
Abdelkader Azil (em árabe: عزيل عبد القادر) (anteriormente Metkaouak), é uma cidade localizada na província de Batna, no noroeste da Argélia. Sua população era de 14 304 habitantes, em 2008.